# Aria pura
Aria pura è un album di Al Bano e Romina Power, pubblicato nel 1979.
La canzone di maggior successo di questo album è stata U.S.America interpretata da Romina.

## Tracce
1. Ore 10 (Albano Carrisi, Romina Power)
2. Aria pura (Albano Carrisi, Romina Power)
3. Il mestiere di vivere (Carmelo Carucci, Paolo Limiti)
4. Granada dream (Agustín Lara, Victor Bach)
5. Agua de fuente (Arturo Zitelli, Nora Orlandi, Vito Pallavicini)
6. Heart games (Albano Carrisi, Romina Power)
7. All'infinito (Albano Carrisi, Romina Power)
8. Who? (Romina Power)
9. U.S.America (Maurizio Fabrizio, Romina Power)